# Theodor von Saß (Pfarrer)

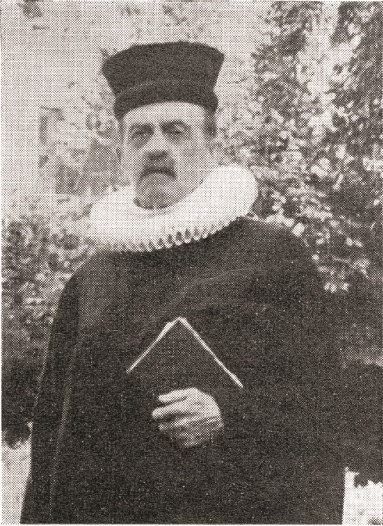
Theodor Freiherr von Saß

Theodor Freiherr von Saß (* 18. August 1881 in Komalmen, Ostpreußen; † 9. August 1958 in Wismar) war ein deutscher Pfarrer.

## Leben
Als Angehöriger der Familie von Saß und Sohn des Landrats Theodor von Saß besuchte er das humanistische Gymnasium in  Allenstein. Nach dem Abitur Ostern 1900 studierte er Rechtswissenschaft und Nationalökonomie zunächst an der Albert-Ludwigs-Universität Freiburg und der Kaiser Wilhelms-Universität Straßburg. Von Juli 1900 bis Juli 1901 war er Fuchs im Corps Palaio-Alsatia. In Straßburg und an der Albertus-Universität Königsberg studierte er Evangelische Theologie. In Königsberg bestand er das Hebraicum und die beiden theologischen Prüfungen. Er war dort ab 1914 Geistlicher, widmete sich dann aber der Verwaltung des Familienbesitzes in Komalmen (und Kattreinen). Als das Gut verpachtet worden war, ging er als Schriftsteller und Chefredakteur nach Marienwerder (Marienwerdersche Nachrichten).
Er kehrte in seinen Beruf zurück und wurde in Memel Pfarrer an der Englischen Kirche und an der Stadtkirche St. Johannis. Er saß im Kirchenkollegium und in der Synode der Kirche des Memellandes. Er gründete in Memel den Christlichen Verein Junger Männer, die Jungschar und das Deutsche Jungvolk. Er war Führer der dem Nationalsozialismus nahestehenden Christlich Sozialistischen Arbeitsgemeinschaft des Memelgebiets mit 2.258 Mitgliedern. Als solcher wurde er des Landesverrats bezichtigt. Am 17. März 1934 verhaftet, wurde er am 26. März 1935 vom Kriegsgericht in  Kowno zu 16 Jahren Zuchthaus verurteilt. Der Prozess gegen insgesamt 126 Deutsche wurde nach Ernst Neumann und ihm benannt. Nachdem er im Juli 1925 Corpsschleifenträger der Palaio-Alsatia geworden war, erhielt er im Juni 1935 – drei Monate nach dem Urteilsspruch – das Band. Er wurde Ostern 1937 (28. März) begnadigt und aus der Haft entlassen. Vorübergehend wurde er stellvertretender Pfarrer in Nerkewitz und kam zum 1. Oktober 1937 (auf eigenen Wunsch) als Pfarrer an die Georgenkirche in Wismar mit rund 10.000 Gemeindegliedern. Auf der Flucht nach Westen kamen in den letzten Tagen des Zweiten Weltkrieges viele Memelländer nach Wismar. Saß stellte ihnen das ganze Pfarrhaus zur Verfügung und beschränkte sich mit seiner sechsköpfigen Familie auf ein Zimmer. 1955 wurde er im Alter von 74 Jahren emeritiert. Drei Jahre später starb er kurz vor seinem 77. Geburtstag. 
Aus der 1920 mit Erna Damrau geschlossenen Ehe gingen die Söhne Günther (* 1922 in Königsberg), Ulrich (* 1923 in Memel), Theodor (* 1926 in Memel), Armin (1927–1945) und Manfred (1929–1993) hervor. Die 1924 geborene Tochter Ilse starb mit 5 Monaten.